# Kontrola zbrojeń
Kontrola zbrojeń – ograniczenia w prowadzeniu badań, produkcji lub przemieszczaniu konkretnych systemów broni i rodzajów wojska.
Rozwój prawa kontroli zbrojeń następuje w drodze zawierania umów międzynarodowych. Warto zwrócić uwagę, że nieskoordynowana (traktatowo) redukcja zbrojeń byłaby tak samo niebezpieczna, jak nieuregulowany wyścig zbrojeń. Mogłaby doprowadzić do naruszenia równowagi sił, co zagroziłoby bezpieczeństwu na świecie.
Kontrolą zbrojeń zajmują się:
- Międzynarodowa Agencja Energii Atomowej[1]
- Organizacja ds. Zakazu Broni Chemicznej[2]
- organy podporządkowane Zgromadzeniu Ogólnemu Narodów Zjednoczonych:
  - Komitet ds. Rozbrojenia i Międzynarodowego Bezpieczeństwa (tzw. Komitet Pierwszy) oraz Komisja Narodów Zjednoczonych ds. Rozbrojenia
  - Konferencja Rozbrojeniowa, obradująca w Genewie, która jest jedynym wielostronnym forum międzynarodowym do spraw rokowań rozbrojeniowych
  - Instytut Narodów Zjednoczonych ds. Badań Naukowych, prowadzący badania naukowe nad pojawiającymi się problemami w spawie rozbrojenia
  - Komisja Doradcza ds. Rozbrojenia, która doradza Sekretarzowi Generalnemu ONZ w sprawach rozbrojenia
  - Departament ds. Rozbrojenia, realizujący decyzje podjęte przez Zgromadzenie Ogólne ONZ w dziedzinie rozbrojenia

Rozbrojenie to polityka eliminowania broni ofensywnej znajdującej się w arsenale danego państwa; może dotyczyć wszystkich albo tylko konkretnych rodzajów broni. Kwestiami rozbrojenia, produkcji i transferu broni, kontroli zbrojeń, przebiegu i zapobiegania konfliktom zajmuje się Sztokholmski Międzynarodowy Instytut Badań nad Pokojem (SIPRI). Instytut ten został założony w 1966 roku przez parlament Szwecji. Instytut wydaje rocznik SIPRI dokumentujący kwestię zbrojeń, wojen i rokowań rozbrojeniowych. Jest zarządzany przez Radę Naukową skupiającą ekspertów z różnych państw i regionów. Wyniki badań Instytutu publikowane są też w książkach, w raportach oraz innych publikacjach, a także na jego stronie internetowej.